# 苏克兰
苏克兰（法語：Souclin，法語發音：[suklɛ̃]）是法国安省的一个市镇，位于该省南部，属于贝莱区。

## 地理
苏克兰（45°52'34"N, 5°25'6"E）面积13.19 平方千米，位于法国奥弗涅-罗讷-阿尔卑斯大区安省，该省份为法国东部省份，北起汝拉省，西北接索恩-卢瓦尔省，西接罗讷省和里昂大都会，南至伊泽尔省，东与萨瓦省、上萨瓦省和瑞士接壤。
与苏克兰接壤的市镇（或旧市镇、城区）包括：贝农斯、克莱济约、科南、比热地区圣索尔兰、托尔雪、比热地区沃、维勒布瓦、索－布雷纳。

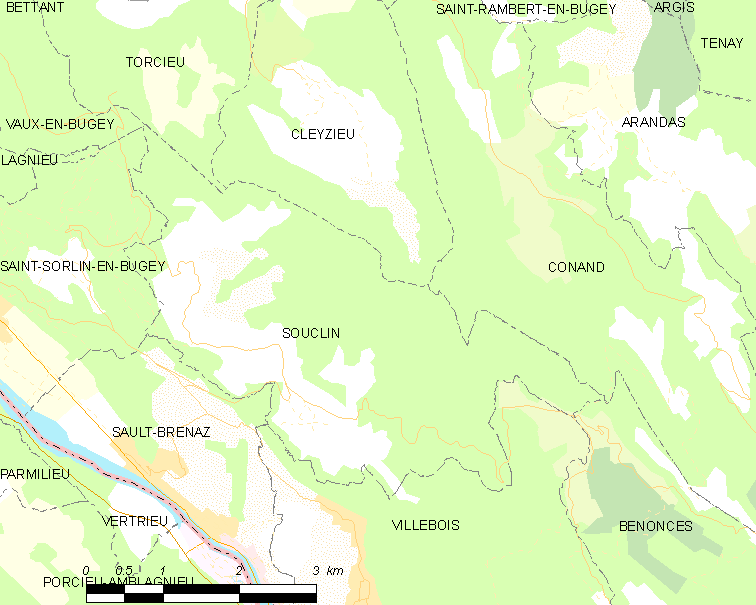
苏克兰的OSM定位图

苏克兰的时区为UTC+01:00、UTC+02:00（夏令时）。

## 行政
苏克兰的邮政编码为01150，INSEE市镇编码为01411。

## 政治
苏克兰所属的省级选区为拉尼约县。

## 人口

1962-2008年间苏克兰人口变化图示

苏克兰于2022年1月1日时的人口数量为263人。